# Drapeau des Asturies
Le drapeau des Asturies est le drapeau de la province des Asturies en Espagne. Il représente, sur fond bleu, la Croix de la Victoire de Pélage le Conquérant, portant un alpha majuscule et un oméga minuscule, qui signifient le début et la fin (symbole du Dieu éternel). La lettre oméga est en minuscule car c'est ainsi qu'elle était représentée dans les peintures et représentations les plus anciennes.

## Couleurs

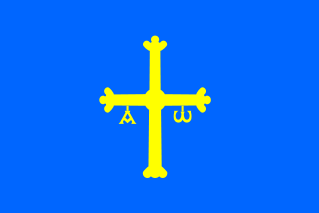
Drapeau représentant la région des Asturies en Espagne, spécifiquement utilisé dans un cadre intérieur, comme par exemple dans des bureaux ou lors d'événements.

Les couleurs officielles sont données à partir des valeurs pantone. L'équivalence du jaune est classique, mais l'équivalence du bleu est difficile à trouver.
| Couleur | ● Bleu      | ● Jaune      |
| ------- | ----------- | ------------ |
| HTML    | #0066FF     | #F9D616      |
| RVB     | 0, 102, 255 | 249, 214, 22 |
| Pantone | 829         | 109          |